# رودلف فريدريك
رودلف فريدريك (الألمانية السويسرية الموحدة: Rudolf Friedrich) هو سياسي سويسري، ولد في 4 يوليو 1923 في سويسرا، وتوفي في 15 أكتوبر 2013 في سويسرا. حزبياً، نشط في الحزب الديمقراطي الحر (سويسرا). وقد انتخب عضو المجلس الوطني السويسري (1 ديسمبر 1975 – 8 ديسمبر 1982) وانتخب عضو المجلس الفيدرالي السويسري (8 ديسمبر 1982 – 20 أكتوبر 1984).

## روابط خارجية
- رودلف فريدريك على موقع مونزينجر (الألمانية)